# روابط ارمنستان و قبرس
روابط خارجی همیشه بین ارمنستان و قبرس قوی بوده است. قبرس در مبارزه ارمنستان برای به رسمیت شناختن نسل‌کشی ارمنی‌ها، ثبات اقتصادی و حل مناقشه قره‌باغ کوهستانی از حامیان ارمنستان بوده است. در مقابل، ارمنستان از قبرس باثبات پس از تهاجم ترکیه در سال ۱۹۷۴ حمایت کرد و از راه حلی پایدار برای مناقشه قبرس حمایت می‌کند.
امروزه روابط ارمنستان و قبرس شامل همکاری در زمینه‌های تجاری، نظامی، خدمات اطلاعاتی، سیاست خارجی و هنر است. ارمنستان از سفارت خود در آتن، یونان و قبرس از سفارت خود در مسکو، روسیه و کنسولگری افتخاری در ایروان به ارمنستان معتبر است.

## تاریخچه

### مناقشه قره باغ کوهستانی

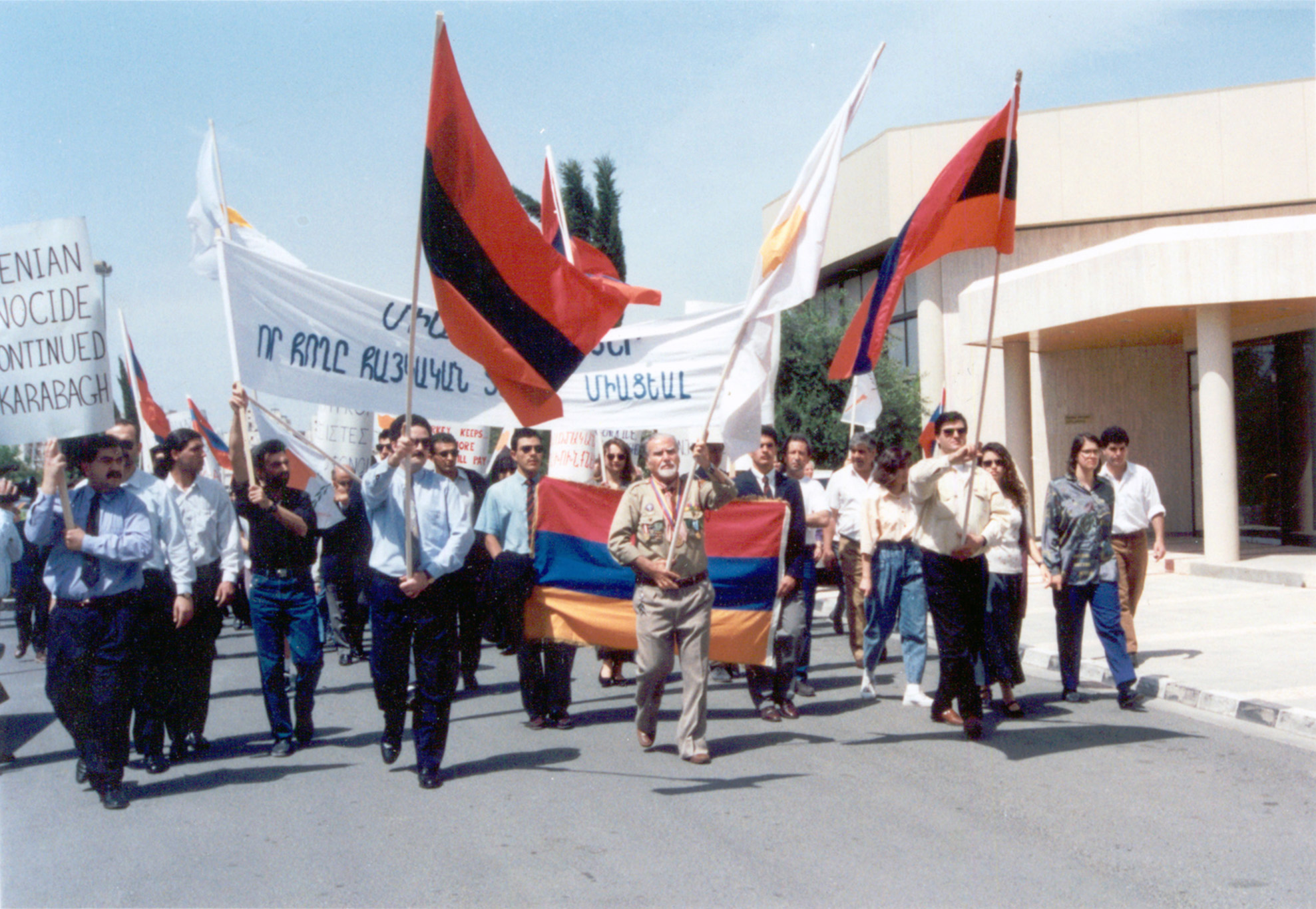
تظاهرات در قره باغ کوهستانی در قبرس در سال ۱۹۹۳

درگیری‌های قومیتی بین ارمنستان و جمهوری آذربایجان همسایه اندکی پس از آن که پارلمان قره باغ کوهستانی، یک استان خودمختار در جمهوری آذربایجان، به اتحاد منطقه با ارمنستان در ۲۰ فوریه ۱۹۸۸ رای داد آغاز شد. درخواست ارمنستان برای اتحاد قره باغ با ارمنستان، که در اواخر دهه ۱۹۸۰ افزایش یافت، به شیوه ای نسبتاً مسالمت آمیز آغاز شد. با این حال، با نزدیک شدن به فروپاشی اتحاد جماهیر شوروی، اختلاف به تدریج به یک درگیری خشونت‌آمیز بین گروه‌های قومی در قره باغ کوهستانی تبدیل شد که منجر به پاکسازی قومی توسط همه طرف‌ها شد.
بیانیه مشترک قبرس و ارمنستان در ژانویه ۲۰۱۱ اشاره می‌کند که جمهوری قبرس حمایت خود را از تلاش‌های سازنده ارمنستان برای حل مناقشه قره باغ کوهستانی در چارچوب روند گروه مینسک سازمان امنیت و همکاری اروپا از طریق مذاکرات بر اساس اصول منشور سازمان ملل متحد و قانون نهایی هلسینکی و عناصر پیشنهاد شده توسط روسای کشورهای عضو گروه مینسک سازمان امنیت و همکاری اروپا، که شامل تعیین وضعیت نهایی است. در مقابل رئیس‌جمهور ارمنستان از موضع قبرس به عنوان عضو اتحادیه اروپا به دلیل موضع متوازن آن در قبال مسئله قره باغ استقبال کرد و توجه را به تعیین وضعیت نهایی قره باغ کوهستانی از نظر بیان آزاد الزام‌آور قانونی جلب کرد.

### به رسمیت شناختن نسل‌کشی ارمنی‌ها
قبرس یکی از کشورهای پیشگام در به رسمیت شناختن کشتار سیستماتیک ارمنی‌ها در امپراتوری عثمانی یا نسل‌کشی ارمنی‌ها بوده است، زمانی که در ۲۵ ژانویه ۱۹۶۵ وزیر امور خارجه اسپیروس کیپریانو برای اولین بار این موضوع را در مجمع عمومی سازمان ملل متحد مطرح کرد. قبل از سخنرانی قدرتمند خود، هیئتی متشکل از اعضای دفتر حزب ARF، پاپکن پاپازیان و برج میسیرلیا، و همچنین اعضای کمیته ملی ارمنی قبرس یادداشتی را به او تسلیم کردند که در آن از قبرس حمایت از طرح موضوع در جلسه خواستار شد.
قبرس همچنین اولین کشور اروپایی (و دومین کشور در سراسر جهان پس از اروگوئه) بود که نسل‌کشی ارمنی‌ها را به رسمیت شناخت. در ۲۴ آوریل ۱۹۷۵، پس از تلاش‌های مصمم و ارائه توسط نماینده آنترانیک ال اشدجیان، قطعنامه ۳۶ به اتفاق آرا توسط مجلس نمایندگان به تصویب رسید. نماینده آرام کالایجیان در تصویب دو قطعنامه دیگر در مورد نسل‌کشی ارمنی‌ها به اتفاق آرا در مجلس نمایندگان نقش داشت: قطعنامه ۷۴/۲۹-۰۴-۱۹۸۲ ارائه شده توسط کمیته پارلمانی روابط خارجی و قطعنامه ۱۰۳/۱۹-۰۴-۱۹۹۰ توسط همه احزاب پارلمانی قطعنامه ۱۰۳ روز ۲۴ آوریل را به عنوان روز ملی یادبود نسل‌کشی ارمنی‌ها در قبرس اعلام کرد.
از سال ۱۹۶۵، زمانی که مقامات دولتی قبرس شروع به شرکت در مراسم سالانه نسل‌کشی ارمنی‌ها کردند، رهبران سیاسی قبرس اغلب سخنرانان اصلی این مراسم هستند که برای بزرگداشت نسل‌کشی ارمنی‌ها برگزار می‌شود. در سالهای گذشته، معمولاً راهپیمایی از مرکز نیکوزیا شروع می‌شود و به کلیسای کلیسای جامع مریم مقدس در استروولوس ختم می‌شود، جایی که مراسم بزرگداشتی در مقابل بنای یادبود نسل‌کشی ارمنی‌ها برگزار می‌شود. رویدادهای دیگری مانند اهدای خون نیز ممکن است رخ دهد.
قبرس به عنوان دومین کشور در جهان که نسل‌کشی ارمنی‌ها را به رسمیت شناخت، سه بنای یادبود نسل‌کشی را به احترام قربانیان در این کشور ساخته است. یکی از یادبودها در نیکوزیا و بقیه در لارناکا و پافوس واقع شده‌اند.

## واکنش قبرس به آزادی رامیل صفروف
در بیانیه اراتو کوزاکو-مارکولیس، وزیر امور خارجه قبرس آمده است: «ما عمیقاً از این عفو رئیس‌جمهور و خسارات وارده به اقدامات پس از آزادی، با هدف تجلیل از این جنایت شنیع، به تلاش‌های آشتی با آذربایجان متأسف و ابراز تاسف می‌کنیم. همچنین از تأثیرات آن بر ثبات منطقه ای بسیار نگران هستم.» پس از آزادی رامیل صفروف، تظاهرات فوری در تمام شهرهای قبرس آغاز شد که بزرگ‌ترین آن در نیکوزیا در خارج از سفارت مجارستان برگزار شد. مطبوعات قبرس نسبت به نقش دولت مجارستان برای آزادی رامیل صفروف ابراز منفی کردند.

## زمینه‌های همکاری
مدارس ابتدایی ارمنی‌ها در قبرس در شهرهای لارناکا، لیماسول و نیکوزیا و یک ورزشگاه در نیکوزیا وجود دارد. مؤسسه آموزشی ملکونیان مشهورترین مؤسسه آموزشی مشترک ارمنی‌ها قبرسی بود. مؤسسه ملکونیان که در سال ۱۹۲۶ تأسیس شد، برای دانش آموزان ارمنی از سراسر جهان باز بود و برنامه درسی جامع دوره متوسطه را ارائه می‌کرد. همه دروس، به جز زبان ارمنی، به زبان انگلیسی و زبان‌های خارجی ارائه شده شامل یونانی، فرانسوی، عربی، فارسی، روسی و بلغاری تدریس می‌شد. یک برنامه رادیویی ساعتی روزانه توسط شرکت پخش قبرس به زبان ارمنی شامل مصاحبه‌های گسترده، پوشش خبری، گزارش‌های فرهنگی و موسیقی است. دو ماهنامه ارمنی در جزیره تأسیس شده است که اخبار ملی و بین‌المللی را عمدتاً به زبان ارمنی و با ستون‌های خاصی به زبان یونانی و انگلیسی چاپ می‌کنند.
هر ساله، همایش‌های تجاری قبرس-ارمنستان یا در نیکوزیا یا در ایروان با هدف تقویت تجارت و سرمایه‌گذاری بین دو کشور برگزار می‌شود. شرکت‌های ارمنی قادر خواهند بود با همکاری شرکت‌های قبرسی به‌طور موثرتری در بازارهای اتحادیه اروپا و خاورمیانه گسترش پیدا کنند. این همکاری می‌تواند و باید متقابل باشد و ارمنستان به عنوان مسیر دسترسی به کشورهای قفقاز برای دنیای تجارت قبرس عمل کند.

## همکاری فرهنگی
جامعه ارمنی قبرس بودجه سخاوتمندانه ای از دولت قبرس دریافت می‌کند که امکان سازماندهی کنسرت‌ها، نمایش‌های رقص، نمایشگاه‌های هنری و عکاسی و همچنین رویدادهای ادبی را فراهم می‌کند. اداره ارمنی قبرس برای تشویق رویدادهای فرهنگی مانند نمایشگاه سالانه کتاب پاییزی، فضایی را در محوطه خود (تالار اوتیدجیان) اختصاص داده است. مرکز تحقیقات ارمنی خاورمیانه/خاور نزدیک که در سال ۱۹۹۶ توسط وارتان مالیان تأسیس شد یک کتابخانه مرجع و مواد بایگانی را در محل خود در نیکوزیا نگهداری می‌کند.